# Escut de Jamaica
L'escut de Jamaica data originàriament de 1661 i fou atorgat per concessió reial, en temps de la dominació britànica; fou obra de William Sancroft, més endavant arquebisbe de Canterbury.
Des d'aleshores ha sofert diversos canvis menors (el 1692, el 1957 i el 1962) que no afecten les armories pròpiament dites, amb la creu i les pinyes i la cimera amb el cocodril. En destaca el canvi del lema inicial, escrit en llatí (INDVS VTERQVE SERVIET VNI 'Tots dos indis serviran com un de sol'), de clares ressonàncies colonials, per l'actual en anglès (OUT OF MANY, ONE PEOPLE, 'De diversos, un'), esdevingut el 1962, arran de la independència de l'illa.

## Blasonament
D'argent, una creu de gules carregada de cinc pinyes d'or. Per timbre, un casc reial amb mantell d'or i ermini, somat d'un borlet d'argent i de gules. Com a cimera, un cocodril damunt un tronc posat en faixa al natural. Com a suports, a la destra una índia de l'ètnia taíno aguantant un cistell de fruites, i a la sinistra un indi de la mateixa ètnia sostenint un arc, tots dos al natural, drets sobre una cinta on hi ha inscrit el lema nacional.